# Platypalpus hirsutus
Platypalpus hirsutus är en tvåvingeart som först beskrevs av Collin 1941.  Platypalpus hirsutus ingår i släktet Platypalpus och familjen puckeldansflugor. Inga underarter finns listade i Catalogue of Life.